# Batalha de Attu
A Batalha de Attu (em inglês, Battle of Attu) foi uma batalha ocorrida de 11 a 30 de maio de 1943.
Foi uma batalha travada entre forças do Estados Unidos, auxiliado por Canadian suporte de reconhecimento e caça-bombardeiro e Japão na Ilha Attu da a costa do Território do Alasca como parte da Campanha das Ilhas Aleutas. Em contraste com o clima tropical do Pacífico, Attu é a única batalha terrestre em que as forças japonesas e americanas lutaram em condições de neve.
A batalha de mais de duas semanas terminou quando a maioria dos defensores japoneses foi morta em um combate corpo a corpo brutal depois que uma carga final de banzai rompeu as linhas americanas.